# Хар'ястка
Хар'ястка (рос. Харьястка) — улус Мухоршибірського району, Бурятії Росії. Входить до складу Сільського поселення Хошун-Узурського.
Населення — 100 осіб (2015 рік).